# Гланди мавпочки

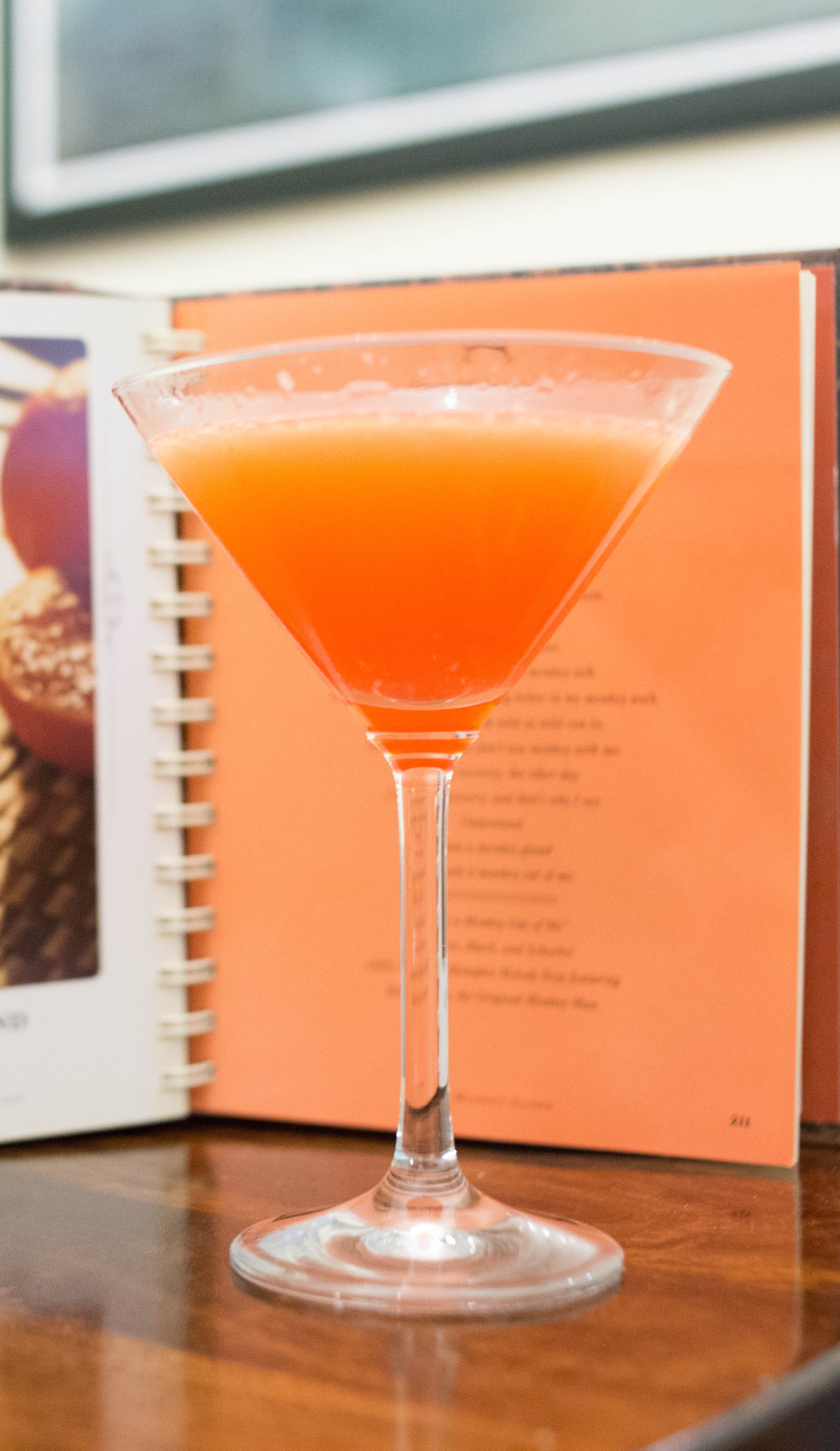
Коктейль «Monkey Gland»

Гланди мавпочки (англ. Monkey Gland, в дослівному перекладі — «Залоза мавпи») — коктейль, який змішують з джина, апельсинового соку, абсенту та гренадину. Класифікується як коктейль на весь день (англ. All day cocktail). Належить до офіційних напоїв Міжнародної асоціації барменів (IBA), категорія «Незабутні» (англ. The Unforgettables).

## Спосіб приготування
Склад коктейлю «Monkey Gland»:
- джин — 50 мл (5 cl),
- апельсиновий сік — 30 мл (3 cl),
- абсент — 2 краплі,
- гренадин (гранатовий сироп) — 2 краплі.